# Districte de Detva
El districte de Detva - (eslovac) Okres Detva - és un dels 79 districtes d'Eslovàquia. Es troba a la regió de Banská Bystrica. Té una superfície de 449,19 km², i el 2013 tenia 32.722 habitants. La capital és Detva.

## Demografia
| Godina             | 1994   | 2004   | 2014   | 2024   |
| ------------------ | ------ | ------ | ------ | ------ |
| Nombre de persones | 34.200 | 33.173 | 32.632 | 30.380 |
| Diferència         |        | −3,00% | −1,63% | −6,90% |

| Godina             | 2023   | 2024   |
| ------------------ | ------ | ------ |
| Nombre de persones | 30.562 | 30.380 |
| Diferència         |        | −0,59% |

## Llista de municipis

### Ciutats
- Detva
- Hriňová

### Pobles
Detvianska Huta | Dúbravy | Horný Tisovník | Klokoč | Korytárky | Kriváň | Látky | Podkriváň | Slatinské Lazy | Stará Huta | Stožok | Vígľaš | Vígľašská Huta-Kalinka
1. 1 2  «Počet obyvateľov podľa pohlavia - obce (ročne) [om7102rr_obce=AREAS_SK]».   Statistical Office of the Slovak Republic, 31-03-2025. [Consulta: 31 març 2025].